# James Zhou
Pour les articles homonymes, voir Zhou.
James Zhou, de son vrai patronyme Zhou Yunjie (chinois simplifié : 周云杰), né le 28 avril 1961, est un homme d'affaires chinois, milliardaire  et propriétaire d'ORG Technology, une société créée en 1984 et spécialisée dans l'emballage de produits; James Zhou est par ailleurs l'actionnaire principal du club français de football AJ Auxerre.

## Biographie

### Création d'une entreprise d'emballage
James Zhou est un entrepreneur chinois qui a fait fortune dans le secteur d'emballage de produits, via l'entreprise ORG Technology, qu'il a fondée avec sa mère et qui ne comptait que quatre employés à son démarrage en 1984. Son entreprise produit notamment, pour le marché chinois, des canettes vides pour les marques Red Bull et Coca Cola. Grâce au succès du business, sa fortune personnelle est estimée à 1,1 milliard de dollars par le magazine Forbes lors de son recensement annuel de 2017.

### Investissement dans le sport
Parallèlement à son business dans l'emballage de produits, James Zhou a investi dans trois sports différents : le football, l'escrime et le hockey sur glace. Son objectif est en fait de développer le sport en Chine.
En effet, il possède une équipe d'escrime à Pékin et investit dans un club de hockey sur glace, les Boston Bruins en NHL. Par la suite  il apporte sa contribution, en septembre 2017, à la promotion du hockey sur glace en Chine en sponsorisant, via son entreprise ORG Technology, deux rencontres (délocalisées en Chine) de NHL entre les Kings de Los Angeles et les Canucks de Vancouver.

#### Actionnaire majoritaire de l'AJ Auxerre
Durant l'été 2016, James Zhou cherchait à acquérir un club français de football dans le but, in fine, d'aguerrir joueurs et entraîneurs chinois. Son choix final se porte sur l'AJ Auxerre, intéressé à la fois par l'histoire du club et par son centre de formation.
Après un accord avec l'Association AJA pour un changement de structure du club de SAOS (Société Anonyme à Objet Sportif) à SAS, James Zhou devient officiellement propriétaire de l'AJ Auxerre le 13 octobre 2016.
Avec comme projet la remontée en Ligue 1 et éventuellement la Ligue des Champions, James Zhou décide de mettre d'emblée les moyens financiers à disposition et permet ainsi l'arrivée de Ludovic Obraniak .
Lors du mercato hivernal suivant, il propose à Jean-Pierre Papin, ancien Ballon d'or, de devenir entraîneur, directeur sportif et ambassadeur (du club) en Chine. Mais à la suite d'une grogne à Auxerre, James Zhou fait alors le choix d'y renoncer.
Afin de développer le football chinois, James Zhou décide d'ouvrir une Académie AJA à Bengbu (Chine) pour y former des jeunes joueurs chinois par d'anciens joueurs et éducateurs venus de France et donc de l'AJ Auxerre. Cette académie devait ouvrir ses portes lors du premier trimestre 2018, ce qui s'est finalement concrétisé avec un an de retard le 4 mai 2019. 
En parallèle, il souhaite construire un hôtel 5 étoiles à Auxerre afin de pouvoir accueillir dans de bonnes conditions les visiteurs chinois et en profiter également pour son propre hébergement lors de ses venues .
En avril 2020, lors de la pandémie de Covid-19 qui sévissait en France, James Zhou, par l'intermédiaire d'ORG Packaging dont il est propriétaire, offre du matériel médical composé de 100 000 masques de protection, 20 000 tests de dépistage et 3 000 vêtements de protection à destination des soignants de l'Auxerrois.
Le 11 mai 2021, James Zhou remplace Francis Graille à la présidence de l'AJ Auxerre.

### Amateur de vin
En mars 2015, James Zhou se porte acquéreur du restaurant Dubern et Château Renon dans le bordelais. Il possède également un vignoble en Australie. Fin 2018, le restaurant Dubern, situé à Bordeaux, allées de Tourny, connaît une restructuration et laisse place à un restaurant gastronomique Quanjude (en) (dont l'homme d'affaires est propriétaire), spécialités de canard laqué .
À la suite de son achat de l'AJ Auxerre, James Zhou fait des louanges au Chablis, vignoble situé à une quinzaine de kilomètres d'Auxerre.